# Esteban Rocca
Esteban Daniel Rocca Costa (Lima, 22 de julio de 1913 - Ibídem, 20 de mayo del 2013) fue un médico, neurocirujano, investigador, profesor universitario y político peruano. Reconocido por ser autor junto con Francisco Graña Reyes del libro sobre trepanaciones incaicas y preincaicas, debido a la realizaron de una operación neuroquirúrgica empleando dichos métodos. En el ámbito político, ejerció como senador de la república por Convergencia Democrática durante el periodo 1985-1990.

## Biografía
Esteban Rocca nació en la ciudad de Lima, el 22 de julio de 1913. Fue hijo de Esteban Rocca Levaggi, de origen genovés, y de Clorinda Costa Sturla. 
Estuvo comprometido con María Díaz Gamero, con quien tuvo una hija. Luego se separó y se comprometió con Marcela Valdez.

## Trayectoria médica
Rocca ingresó a la Facultad de Medicina de la Universidad Nacional Mayor de San Marcos, obteniendo su título como médico. Luego viajó a Chile para hacer estudios de postgrado en el Instituto de Neurocirugía con Alfonso Asenjo Gómez, reconocido médico chileno que impulsó el progreso de la neurocirugía en su país.
Posteriormente estuvo en Estados Unidos y en Europa, regresando luego al Perú para ejercer la profesión y la docencia en su universidad. Luego Esteban Rocca fundó y dirigió el servicio de neurocirugía en el Hospital Obrero, actualmente llamado Hospital Nacional Guillermo Almenara, entre 1947 y 1975.
Esteban Rocca ha escrito más de 360 trabajos sobre su especialidad. Fue coautor con Francisco Graña Reyes del libro clásico sobre trepanaciones incaicas y preincaicas, que actualmente se encuentra agotado tras hace muchos años. Con los Graña realizó una trepanación para un hematoma subdural crónico con los instrumentos empleados por los incas, la cual fue filmada y presentada en los centros de neurocirugía de América y Europa. También escribió sobre el tratamiento de adenomas de la hipófisis.

## Trayectoria política
En el ámbito político, Esteban Rocca incursionó cuando el político Luis Bedoya Reyes, líder del Partido Popular Cristiano, lo invitó a formar parte de su plancha presidencial junto con Andrés Townsend por Convergencia Democrática, coalición política formada para participar en las elecciones presidenciales del año 1985.
Rocca postuló también como candidato a la Cámara de Senadores del Congreso de la República y fue elegido solamente como senador de la república para el periodo parlamentario 1985-1990.
Como senador, presidió la Comisión de Salud del Congreso en el período 1985-1987 y promulgó la ley de trasplante de órganos.
Tras culminar su gestión, Esteban Rocca intentó ser reelegido como senador en las elecciones del año 1990 por el Frente Democrático, sin embargo, no resultó reelegido y se retiró del ámbito político.
Esteban Rocca ha sido distinguido como miembro honorario de las más importantes sociedades médicas del país y del extranjero. Fue también miembro del Comité de la Federación Latinoamericana de Neurocirugía y presidente del Congreso Médico realizado en Lima en 1967. Luego el Congreso de la República del Perú le otorgó una condecoración especial; la Medalla de Lima, Palmas Magisteriales en el Grado de Amauta, Médico Honorario de la Seguridad Social.

## Fallecimiento
El 20 de mayo del 2013, Esteban Rocca falleció a los 99 años en la ciudad de Lima.

## Publicaciones
- Las Trepanaciones Craneanas en el Perú en la Época Pre-Hispánica (1954)